# Calcineurina
La enzima calcineurina (PPP3C) o serina-treonina proteína fosfatasa 2B cataliza la reacción de defosforilación de una fosfoproteína.
fosfoproteína + H2O {\displaystyle \rightleftharpoons } proteína + fosfato

## Funciones
La calcineurina es una enzima dependiente del calcio y una proteína fosfatasa estimulada por la calmodulina. Es responsable de la activación de la transcripción de la interleucina-2 (IL-2), proteína a su vez responsable de la estimulación del crecimiento y diferenciación de los linfocitos T. En terapia inmunosupresora es inhibida por la ciclosporina, pimecrolimus (Elidel) y tacrolimus (FK506). La calcineurina defosforila el factor nuclear del linfocito T activado, el componente citoplasmático NFATc (factor de transcripción que entonces puede ir al núcleo y activar los genes involucrados en la síntesis de IL-2), la HSPB1 y SSH1.
Cuando un antígeno interacciona con un receptor de un linfocito T, hay un incremento del nivel citoplasmático de calcio que entonces activa la calcineurina uniéndose a la subunidad reguladora y activando la unión de la calmodulina. La calcineurina induce diferentes factores de transcripción que son importantes en la transcripción de los genes IL-2. La IL-2 activa a los linfocitos T e induce la producción de otras citoquinas. De esta forma gobierna la acción de los linfocitos citotóxicos y las células NK. Se cree que la cantidad de IL-2 producida por las células T es signo de la amplitud de la respuesta inmunitaria.

## Estructura
La unidad proteica está compuesta de dos componentes (A y B), el componente A es la subunidad catalítica y el componente B proporciona a la enzima sensibilidad frente al calcio PPP3R1. Interacciona con TORC2/CRTC2, MYOZ1, MYOZ2 y MYOZ3. La localización celular es el núcleo y se colocaliza con la ACTN1 y MYOZ2 en la línea Z en las células del corazón y músculo esqueletal.

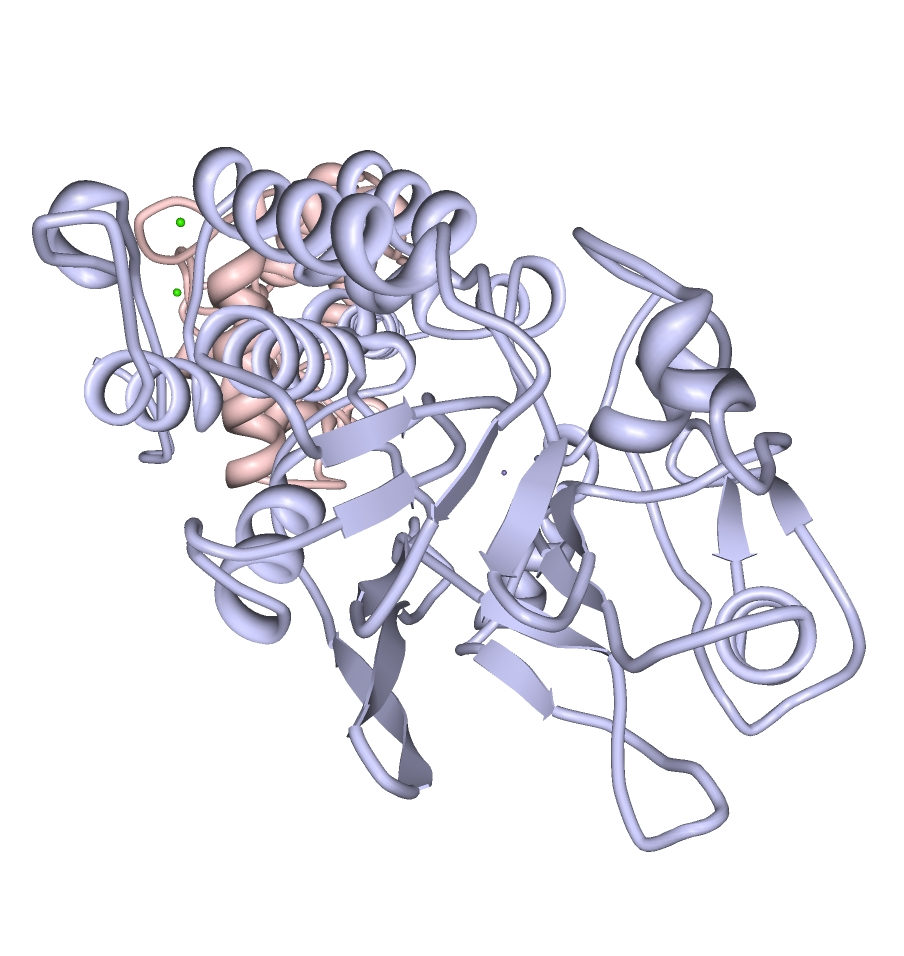
Estructura 3D de la calcineurina humana isoforma gamma. PDB 2IAE. En azul se muestra la subunidad catalítica y en rojo se muestra la subunidad sensible al calcio.

## Relevancia clínica

### Esquizofrenia
La Calcineurina se vincula a varios receptores de compuestos químicos cerebrales como NMDA, dopamina y Ácido γ-aminobutírico. Un experimento con ratas genéticamente alteradas incapaces de producir calcineurina mostraron síntomas similares a los humanos con esquizofrenia: deterioro en la memoria de trabajo, déficit atencional, conducta social anómala y otras anormalidades severas características de la esquizofrenia.

### Diabetes
Científicos creen que la calcineurina puede ser un elemento clave, junto a los factores nucleares de células T activadas (NFAT), en mejorar la función de las células beta de páncreas de pacientes diabéticos.

## Interacciones
Se ha demostrado que la calcineurina interactúa con DSCR1 y AKAP5.

## Isoformas
Se conocen las siguientes isoformas de la unidad catalítica:
- PPP3CA1, longitud 521 AA.

- PPP3CA2, longitud 511 AA.

- PPP3CB1, longitud 524 AA.

- PPP3CB2, longitud 514 AA.

- PPP3CB3, longitud 514 AA.

- PPP3CC, longitud 502 AA.